# Megan Burns
Megan Burns, även känd som Betty Curse, född 25 juni 1986 i Liverpool, är en brittisk skådespelare och musiker.

## Filmografi
- 2000 – Liam
- 2002 – 28 dagar senare

## Diskografi i urval
Album
- 2006 – Hear Lies
- 2006 – Here Lies Betty Curse

## Fotnoter
1. ↑  Internet Movie Database, IMDb-ID: nm0122796co0047972, läst: 10 juli 2016.[källa från Wikidata]
2. ↑  SNAC, SNAC Ark-ID: w64r2hhb, läs online, läst: 9 oktober 2017.[källa från Wikidata]
3. ↑  Discogs, Discogs artist-ID: 1004005, läst: 9 oktober 2017.[källa från Wikidata]
4. ↑  läs online, www.flixster.com .[källa från Wikidata]